# Mecynargus tundricola
Mecynargus tundricola là một loài nhện trong họ Linyphiidae.
Loài này thuộc chi Mecynargus. Mecynargus tundricola được Kirill Yuryevich Eskov miêu tả năm 1988.